# 栁田昌夫
- 柳田昌夫

栁田 昌夫（やなだ まさお、1966年7月11日 - ）は、徳島県出身の元プロ野球選手、プロ野球審判員。プロ野球選手時代当初の登録名は柳田 浩一（やなだ こういち）。審判員現役時代の袖番号は5。
選手としてタイトル（選手表彰）を獲得した後に審判に転進した数少ない選手。

## 来歴・人物

### 選手時代
徳島県立鳴門商業高等学校（現・徳島県立鳴門渦潮高等学校）を卒業後、ヤクルトスワローズにドラフト3位指名で入団。当初は内野手。
野村克也が監督に就任した1990年に俊足と強肩を買われて外野手に転向。外野のレギュラーだった栗山英樹がメニエール病の悪化による不調で出遅れたため、橋上秀樹とのポジション争いを制して開幕戦に2番右翼手で先発出場を果たし、持ち前の俊足と強肩を活かしてそのまま外野のレギュラーの座を確保。シーズン中盤からは中堅手に回り、好守を評価されて自身唯一のタイトルとなるゴールデングラブ賞を受賞した。
しかし、翌1991年には球団初の背番号0を着けるが打撃不振のため、外野にコンバートされた飯田哲也・笘篠賢治らとのポジション争いに敗れてレギュラーから陥落し、以後は出場機会が減少した。それでも1992年の日本シリーズには代走と守備で2試合に出場。第5戦では7回裏に西武ライオンズに同点に追いつかれた後、なおも一打逆転の場面で、ライトファウルフライをフェンスに激突しながら捕球するというプレーを見せた。1994年に近鉄バファローズに移籍、西本幸雄監督以来欠番となっていた背番号68を着けるが佐々木恭介監督就任で変更となった1996年限りで現役引退。
近鉄からの戦力外通告を伝えた球団マネージャーに審判員テストの打診を受けたことで、第二の人生となる審判員生活が始まった。

### 審判時代
1997年よりパシフィック・リーグ審判部に入局。審判員袖番号は1997年～2010年までは8、2011年以降は5。オールスターゲームには2002年に初出場、第2戦で球審を務めている。
2007年には日本シリーズに初出場、中日ドラゴンズの山井大介と岩瀬仁紀による完全試合リレーとなった第5戦では球審を務めた。選手、審判の両方で日本シリーズに出場したのは久保田治（東映フライヤーズ投手→セ・リーグ審判員）、井上忠行（西鉄ライオンズ内野手→セ・リーグ審判員）に次いで3人目である。
審判転身後も「昌夫」の名前を使用していたが、2006年から2008年までは現役時代当初の「浩一」に戻していた。
2007年は審判員奨励賞を受賞。2009年7月5日の東北楽天ゴールデンイーグルス対埼玉西武ライオンズ第9回戦（Kスタ宮城）で一塁塁審を務め、通算1000試合出場を達成した。
2010年に主任に昇進、役職名変更により2011年からクルーチーフとなる。
2013年から球審での構えを『シザースタンス』から基本構えの『スロットスタンス』に変更した。
2014年6月3日、北海道日本ハムファイターズ対広島東洋カープ第1回戦（札幌ドーム）で三塁塁審を務め、NPB審判員としては史上86人目、現役では15人目となる通算1500試合出場を達成した。
2015年に開催された第1回WBSCプレミア12に派遣され、6試合に出場した。
2019年5月10日、読売ジャイアンツ対東京ヤクルトスワローズの試合にて球審を務めた栁田は4回裏2アウトの場面で巨人の打者丸佳浩のファウルチップをまともにマスクに受け、マスクが大きく変形する形となり、額から流血してしまった。一度ベンチ裏にて治療を受け、数分後に一旦復帰したが、その後4回裏が終了した後に負傷交代するという形になり、5回表からは二塁塁審の佐々木昌信が球審、控え審判の本田英志が二塁塁審に入り試合は続行された。その後2019年5月21日、埼玉西武ライオンズ対福岡ソフトバンクホークス戦(沖縄)で二塁塁審として復帰している。
2020年シーズンはクルーチーフの役職を解除され一般の審判員となり、6月25日の明治神宮野球場で行われた東京ヤクルトスワローズ対阪神タイガース3回戦で一塁塁審を務め、史上69人目となる通算2000試合出場を達成した。
2021年シーズンからはサブクルーチーフに就任し、再び役職に就くこととなった。
2023年シーズンは、サブクルーチーフの肩書が外れて再び一般審判員となり、同年10月4日の巨人対DeNA戦で一塁塁審を務め、この試合をもって審判員から引退することになった。
2024年シーズンより、NPB審判部のスーパーバイザーを務めることとなった。

## 危険球事件
球審を務めた2012年の日本シリーズ・北海道日本ハムファイターズ対読売ジャイアンツ第5戦（11月1日）で、4回表、巨人の攻撃の際、日本ハムの投手多田野数人は、巨人の打者加藤健に内角高めの球を投じた。加藤はバントの構えからバットを引こうとし、大きくのけぞり倒れこんだ。柳田はこのプレイを投球がヘルメット（頭部）に当たったことによる死球と判定し、多田野に危険球による退場を宣告した。
この判定に対し、日本ハム監督の栗山英樹が約4分間の抗議を行い、「バントに行ったのであれば、（身体に当たっても）空振りでストライクになる」と主張した。また、日本ハムの捕手の鶴岡慎也がメディアに対して説明したところでは、柳田はこのプレイを一旦ファウルボール（バットに当たった）と判定したものの、巨人監督の原辰徳の抗議の後、死球に変更したという。
メディアは「世紀の大誤審」などと報じ、退場処分となった多田野は「だます方もだます方。だまされる方もだまされる方」とコメントした。野球評論家の張本勲は『サンデーモーニング』で「（ボールは球審からは）死角にはなるが、塁審に確認を取らないと。ピッチャーがかわいそう」と批判した。加藤は引退後にこの件を振り返り「ベンチに戻って映像を見たら当たっていなかったです。ボールが顔にめがけてきて、”当たった”と思っているから目もつぶっている」「何が起きたかわからず、その場に倒れてしまいました」「顔にボールが来ていたし、バントの構えからよけようとしたバットがヘルメットに当たったんだと思います」と述べた。
なお、日本シリーズでの退場は1969年第4戦の岡村浩二（当時阪急）以来43年ぶりで史上2人目（詳細は日本シリーズ初の退場事件も参照）で、危険球による退場は多田野が初であった。

## 詳細情報

### 年度別打撃成績
| 年 度     | 球 団     | 試 合 | 打 席 | 打 数 | 得 点 | 安 打 | 二 塁 打 | 三 塁 打 | 本 塁 打 | 塁 打 | 打 点 | 盗 塁 | 盗 塁 死 | 犠 打 | 犠 飛 | 四 球 | 敬 遠 | 死 球 | 三 振 | 併 殺 打 | 打 率 | 出 塁 率 | 長 打 率 | O P S |
| --------- | --------- | ----- | ----- | ----- | ----- | ----- | -------- | -------- | -------- | ----- | ----- | ----- | -------- | ----- | ----- | ----- | ----- | ----- | ----- | -------- | ----- | -------- | -------- | ----- |
| 1986      | ヤクルト  | 8     | 5     | 4     | 1     | 0     | 0        | 0        | 0        | 0     | 0     | 1     | 0        | 0     | 0     | 0     | 0     | 1     | 1     | 0        | .000  | .000     | .000     | .000  |
| 1987      | ヤクルト  | 74    | 17    | 17    | 7     | 4     | 0        | 0        | 0        | 4     | 0     | 0     | 2        | 0     | 0     | 0     | 0     | 0     | 2     | 0        | .235  | .235     | .235     | .470  |
| 1988      | ヤクルト  | 1     | 0     | 0     | 0     | 0     | 0        | 0        | 0        | 0     | 0     | 0     | 0        | 0     | 0     | 0     | 0     | 0     | 0     | 0        | ----  | ----     | ----     | ----  |
| 1990      | ヤクルト  | 119   | 428   | 379   | 40    | 90    | 14       | 4        | 4        | 124   | 38    | 21    | 7        | 21    | 4     | 24    | 0     | 0     | 65    | 2        | .237  | .280     | .327     | .607  |
| 1991      | ヤクルト  | 98    | 183   | 160   | 26    | 33    | 4        | 2        | 4        | 53    | 8     | 6     | 3        | 9     | 0     | 12    | 0     | 2     | 33    | 3        | .206  | .270     | .331     | .601  |
| 1992      | ヤクルト  | 15    | 5     | 5     | 1     | 1     | 0        | 0        | 0        | 1     | 0     | 1     | 1        | 0     | 0     | 0     | 0     | 0     | 0     | 0        | .200  | .200     | .200     | .400  |
| 1995      | 近鉄      | 12    | 9     | 9     | 3     | 1     | 0        | 0        | 0        | 1     | 2     | 0     | 0        | 0     | 0     | 0     | 0     | 0     | 2     | 0        | .111  | .111     | .111     | .222  |
| 通算：7年 | 通算：7年 | 327   | 647   | 574   | 78    | 129   | 18       | 6        | 8        | 183   | 48    | 29    | 13       | 30    | 4     | 36    | 0     | 3     | 103   | 5        | .225  | .272     | .319     | .591  |

### 表彰
- ゴールデングラブ賞：1回 （1990年：外野手）

### 記録
- 初出場：1986年9月25日、対阪神タイガース24回戦（明治神宮野球場）、7回裏に宮本賢治の代打として出場
- 初盗塁：1986年10月4日、対横浜大洋ホエールズ25回戦（明治神宮野球場）、9回裏に二盗（投手：木田勇、捕手：市川和正）
- 初安打：1987年4月12日、対阪神タイガース3回戦（阪神甲子園球場）、5回表に梶間健一の代打として出場、池田親興から
- 初先発出場：1987年10月20日、対広島東洋カープ25回戦（明治神宮野球場）、1番・中堅手として先発出場
- 初打点：1990年4月10日、対中日ドラゴンズ1回戦（明治神宮野球場）、3回裏に山本昌広から
- 初本塁打：1990年4月21日、対広島東洋カープ1回戦（広島市民球場）、1回表に川口和久から

### 背番号
- 52 （1985年 - 1990年）
- 0 （1991年 - 1993年）
- 68 （1994年 - 1995年）
- 42 （1996年）

### 登録名
- 柳田 浩一 （やなだ こういち、1985年 - 1992年）
- 柳田 昌夫 （やなだ まさお、1993年 - 1996年）

## 審判出場記録
- 初出場：1998年7月29日、西武対近鉄16回戦（西武ドーム）、二塁塁審。
- 出場試合数：2366試合
- オールスターゲーム出場：4回（2002年、2006年、2015年、2021年）
- 日本シリーズ出場：3回（2007年、2009年、2012年）

（記録は2023年シーズン終了時）

## 表彰
- パシフィック・リーグ審判員奨励賞：1回 (2007年)
- ファインジャッジ賞：1回 (2022年)[12]

(記録は2022年シーズン終了時)